# الفرضحة (دوعن)
'

تعديل مصدري - تعديل

الفرضحة هي إحدى قرى عزلة صيف بمديرية دوعن التابعة لمحافظة حضرموت، بلغ تعداد سكانها 30 نسمة حسب تعداد اليمن لعام 2004.